# The Girl Habit
The Girl Habit è un film del 1931 diretto da Edward F. Cline. È il remake sonoro di Thirty Days, film del 1922 diretto da James Cruze.
Paulette Goddard appare in un piccolo ruolo di commessa di un negozio di biancheria intima.
Clayton Hamilton, l'autore della storia da cui è tratto il soggetto del film, aveva scritto insieme a Augustus E. Thomas (1857-1934), una pièce teatrale su cui è basata la versione del 1922.

## Produzione
Il film fu prodotto dalla Paramount Pictures.

## Distribuzione
Distribuito dalla Paramount Pictures, il film uscì nelle sale cinematografiche USA il 27 giugno 1931.